# Chaumont (Yonne)
Chaumont – miejscowość i gmina we Francji, w regionie Burgundia-Franche-Comté, w departamencie Yonne.
Według danych na rok 1990 gminę zamieszkiwały 552 osoby, a gęstość zaludnienia wynosiła 64 osoby/km² (wśród 2044 gmin Burgundii Chaumont plasuje się na 420. miejscu pod względem liczby ludności, natomiast pod względem powierzchni na miejscu 1006.).